# Région du Kantō
Pour la région géographique dans le monde Pokémon, voir Kanto.
Pour l’article homonyme, voir Plaine de Kantō.
La région du Kantō (関東地方, Kantō-chihō) est une division géographique de Honshū, l'île principale du Japon.

## Géographie

### Localisation
La région est située sur l’île principale de Honshū. Elle est située entre la région du Chūbu, à l'ouest et au nord-ouest, et la région du Tōhoku, au nord, limitée par la mer au sud et à l'est.

### Climat
Le climat est tempéré.

## Histoire
Au début de l'ère de Kamakura (1185-1333), le centre politique et culturel du Japon se trouvait dans l'actuel Kansai (Kinki), entre Heiankyō (ancienne Kyōto) et Nara, où se trouve la cour impériale.
À la fin du XIIe siècle, une nouvelle capitale civile est fondée à Kamakura, bourgade du Kantō. Cette capitale est fondée par Minamoto no Yoritomo, nommé shōgun à la suite de l'affaiblissement du pouvoir impérial.
Au XVIe siècle, le Kantō retrouve un rôle stratégique à la suite de la bataille de Sekigahara. Le shōgun Tokugawa Ieyasu décide d'établir sa capitale à Edo.
En 1868, l'empereur Meiji, dont le pouvoir a été restauré, quitte Kyotō et vient s'installer à Edo, qui est rebaptisée Tōkyō. Le Kantō se transforme en une véritable région-capitale, rapidement urbanisée malgré les destructions du séisme de 1923 et les bombardements américains de la Seconde Guerre mondiale.

## Économie
En 2018, le Kanto représentait environ 38% du PIB japonais.

## Administration
Elle comprend sept préfectures autour de Tokyo :
- la préfecture de Chiba ;
- la préfecture de Gunma ;
- la préfecture d'Ibaraki ;
- la préfecture de Kanagawa ;
- la préfecture de Saitama ;
- la préfecture de Tochigi ;
- la préfecture de Tokyo[1].